# Bube (Sprache)
Bube (auch Adeeyah, Adija, Bobe, Boobe, Boombe, Bubi, Ediya und Fernandian) ist die Bantusprache der Bubi und wird von circa 40.000 Menschen in Äquatorialguinea gesprochen.
Sie ist in den Provinzen Bioko Norte und Bioko Sur verbreitet.
Bube wird in der lateinischen Schrift geschrieben.

## Klassifikation
Bube ist eine Nordwest-Bantusprache und gehört zur Bube-Benga-Gruppe, die als Guthrie-Zone A30 klassifiziert wird.
Sie hat die Dialekte North-Bobe, Southwest-Bobe und Southeast-Bobe.

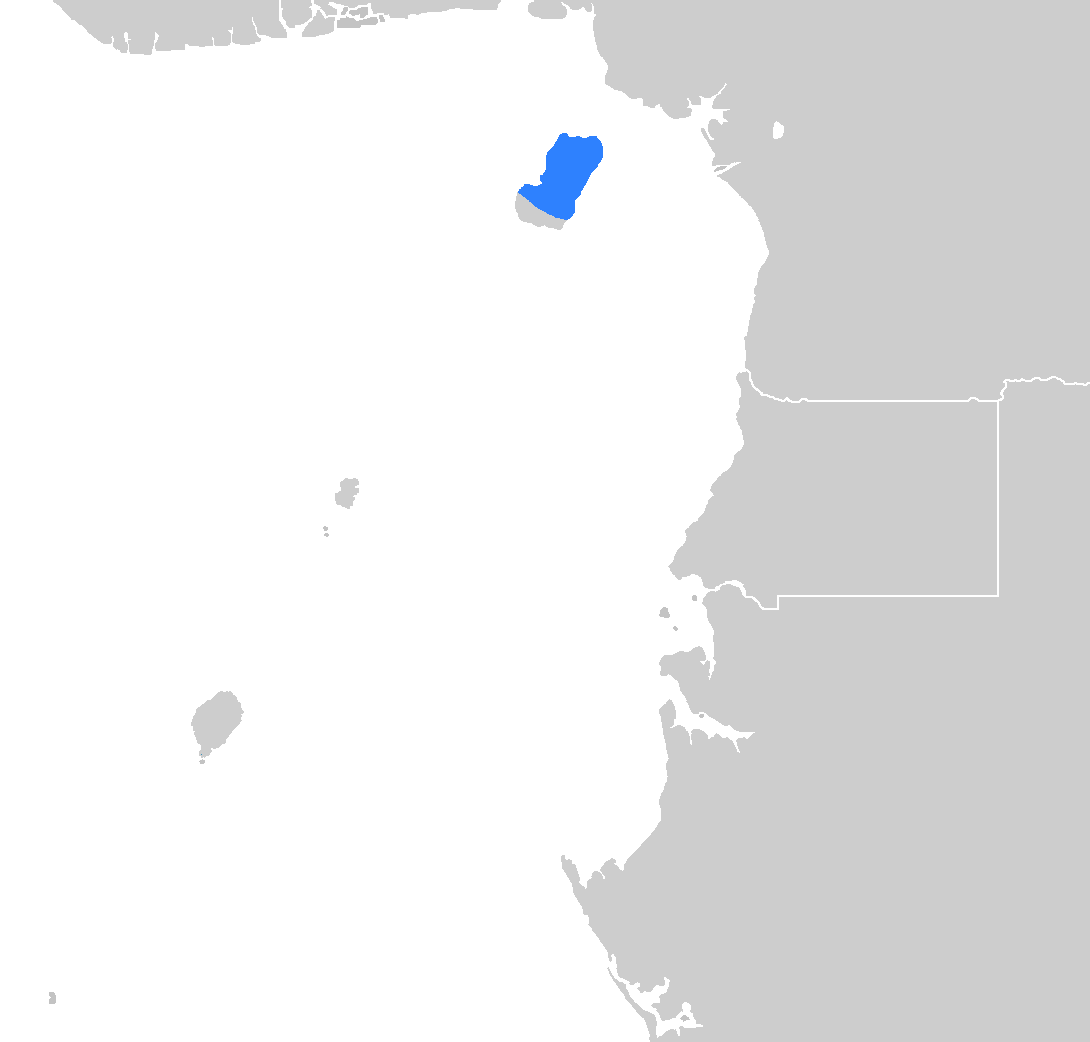
Sprachraum von Bube